# Dieceza de Lund

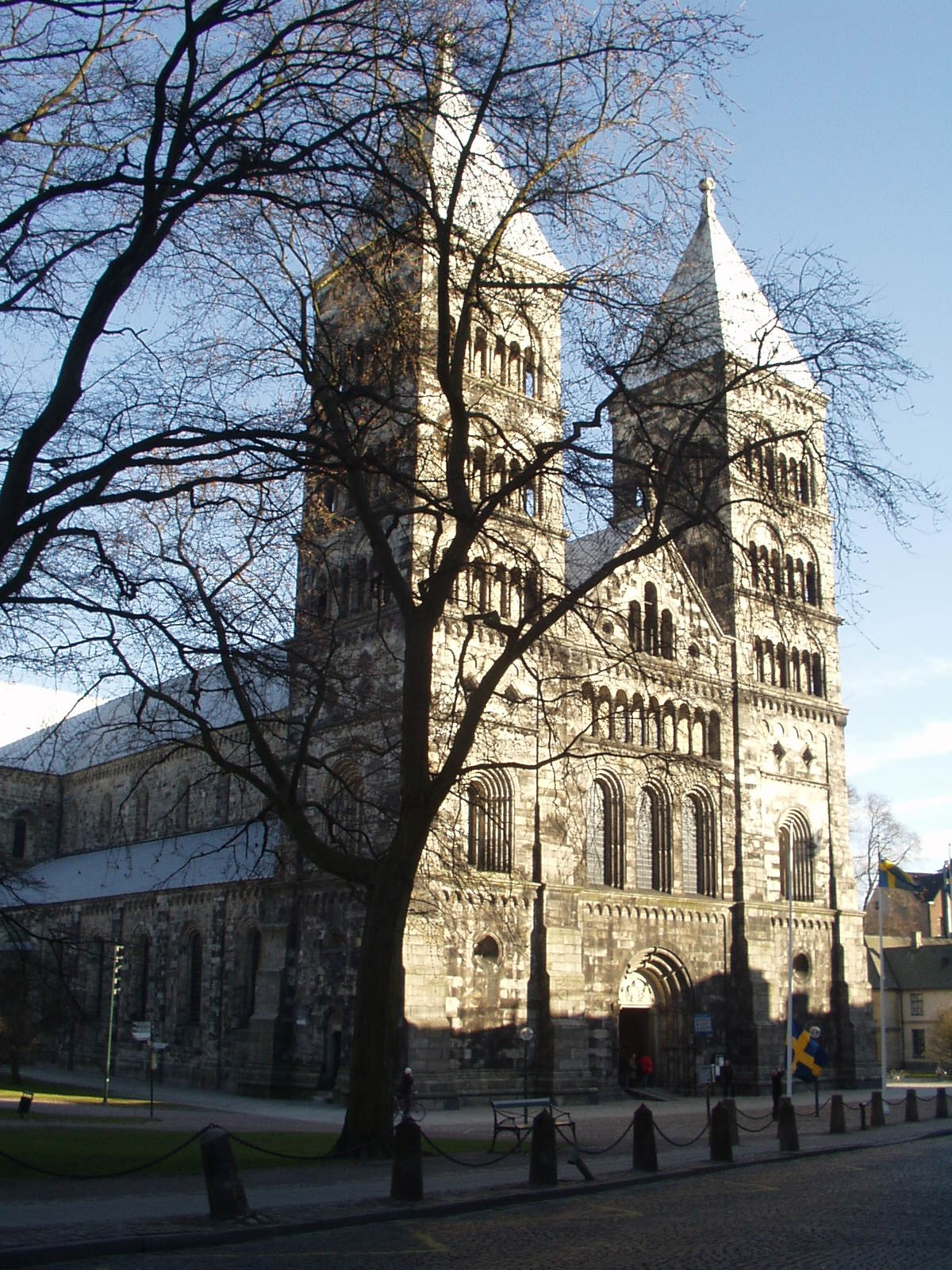
Catedrala din Lund

Dieceza de Lund (în limba suedeză Lund stift) este una dintre cele 13 episcopii ale Bisericii Evanghelice-Luterane din Suedia, cu sediul în orașul Lund. Este considerată a fi una dintre cele mai vechi și mai importante dieceze din întreaga Scandinavie.

## Istoric
Episcopia de Lund a fost fondată în anul 1060, inițial ca o sufragană a Arhiepiscopiei de Hamburg-Bremen. Teritoriul ei aparținea atunci Regatului Danemarcei. Primul episcop de Lund a fost un anume Henric. În anul 1067 teritoriul ei a fost extins odată cu unirea Episcopiei de Dalby.
În anul 1104 dieceza de Lund a devenit independentă și a fost ridicată la rangul de arhiepiscopie, având control absolut asupra zonei scandinave și a tuturor episcopiilor din Danemarca, Norvegia și Suedia. Ulterior fiecare țară a primit propria ei arhiepiscopie, în 1152 Arhiepiscopia de Nidaros pentru Norvegia și în 1164 Arhiepiscopia de Uppsala pentru Suedia, în timp ce Danemarca a rămas cu Arhiepiscopia de Lund.
În urma Reformei Protestante din secolul al XVI-lea, Danemarca a rupt cu legăturile Biserica Romano-Catolică adoptând luteranismul în anul 1536. Drept consecință, arhiepiscopia a fost retrogradată la nivelul unei simple episcopii. În anul 1658 orașul Lund împreună cu teritoriul său episcopal a intrat sub administrația Suediei, unde a rămas până în prezent ca sufragană a Arhiepiscopiei de Uppsala. Actualul episcop de Lund este Johan Tyrberg, ales în această funcție în anul 2014.